# 相浦紀一郎
相浦 紀一郎（あいうら きいちろう、1924年2月11日 - 2012年12月26日）は、日本の実業家。大阪商船三井船舶代表取締役社長や、日本船主協会会長等を歴任した。

## 人物
長崎県佐世保市生まれ。1942年陸軍士官学校卒業。大日本帝国陸軍大尉で日本の降伏を迎え、第一皇宮衛士隊左近隊第四寮第一班長衛士監任官。1949年中央大学経済学部卒業。1984年から大阪商船三井船舶取締役社長を務め、海運不況下の経営にあたった。1987年日本船主協会会長。2012年胆管閉塞のため死去。

## 出演
- NHK証言記録アーカイブス（証言） 相浦紀一郎さん（近衛師団）「参謀からの玉音盤捜索命令」（2010年2月8日収録）
- NHK証言記録アーカイブス（番組） 証言記録 兵士たちの戦争「昭和二十年八月十五日 玉音放送を阻止せよ～陸軍・近衞師団～」（2010年5月29日放送）